# Grupperennen
Grupperennen sind die weltweit besten Rennen im Galopprennsport. Sie werden nach internationalen Standards klassifiziert und als Aufgewichtsrennen gelaufen. Damit wird es möglich, die Leistungen der Pferde international zu vergleichen. Es gibt Rennen der Gruppen I bis III.

## Gruppenstatus
Gruppe I-Rennen sind die wichtigsten Rennen. Der Gruppenstatus richtet sich nach der historischen Bedeutung des Rennens, der Preisgelddotierung und der Leistungsstärke der teilnehmenden Pferde in den jeweils letzten fünf Jahren. Der Status eines Rennens wird regelmäßig von European Pattern Committee (EPC) überprüft und kann sich ändern.

## Gewichtsausgleich
Das vom Pferd im Rennen zu tragende Gewicht ergibt sich aus seinem Alter und Geschlecht, in Gruppe-II- und Gruppe-III-Rennen aber auch aus seinen bisherigen Erfolgen. In Rennen der Gruppe II und III tragen Jockeys der Pferde, die zuvor schon ein Gruppe-I-Rennen gewonnen haben, ein höheres Gewicht; zuweilen sind Gruppe-I-Rennen-Sieger in Gruppe-III-Rennen sogar ausgeschlossen. Ein Pferd, das ein Gruppe-I-Rennen in Frankreich, England oder Irland gewonnen hat, bekommt dabei das gleiche Aufgewicht wie ein Pferd, das ein Gruppe-I-Rennen in Deutschland oder Italien gewonnen hat.

## Geschichte
Das System der Grupperennen wurde 1972 in Frankreich, England, Irland und Italien eingeführt, Deutschland kam ein Jahr später hinzu. Inzwischen gibt es weltweit Grupperennen. Ein besonderes Merkmal von Grupperennen ist, dass im Ausland trainierte oder gezogene Pferde nicht von der Teilnahme ausgeschlossen werden dürfen. Damit dienen Grupperennen dem internationalen Leistungsvergleich und sind zum Beispiel mit der Champions League im europäischen Fußballsport vergleichbar.

## Deutschland
Das wichtigste und höchstdotierte deutsche Grupperennen ist das Deutsche Derby, das traditionell am ersten Sonntag im Juli auf der Rennbahn in Hamburg-Horn über die klassische Derby-Distanz von 2400 m (= ca. 1 1/2 engl. Meilen) ausgetragen wird. 2022 hatte es eine Gesamtdotierung von 650.000 € – davon 390.000 € dem Sieger.
Auf der Galopprennbahn Hoppegarten wird seit 2010 im Juli jährlich der Große Preis von Berlin ausgetragen, ein Gruppe-I-Rennen mit einer Gesamtdotierung von 175.000 € im Jahr 2012.
Ende Juli oder Anfang August findet auf der Galopprennbahn Riem in München das Bayerische Zuchtrennen, besser bekannt als Großer-Dallmayr-Preis, statt, ein Gruppe-I-Rennen über 2000 m.
Jeweils im August wird in Düsseldorf-Grafenberg der Preis der Diana als Gruppe-I-Rennen entschieden, das ausschließlich für Stuten geöffnet ist.
Der Große Preis von Baden ist neben dem Derby das wichtigste Rennen in Deutschland. Es handelt sich hierbei um ein Gruppe-I-Rennen über 2400 Meter (für dreijährige und ältere Pferde), das jährlich am ersten Sonntag im September auf der Galopprennbahn Iffezheim bei Baden-Baden entschieden wird.
Ebenfalls im September findet in Köln-Weidenpesch der Preis von Europa über 2400 m statt.
Seit 2012 wird in München ein zweites Gruppe-I-Rennen gelaufen: der Große Preis von Bayern im November. Vorher wurde dieser unter dem Namen Rheinland-Pokal neben dem Preis von Europa in Köln gelaufen.
Im Folgenden sind Gruppen-Flachrennen in Deutschland aufgelistet.

### Gruppe I
| Monat      | Name                                             | Rennbahn    | Dist. (m) | Alter/Geschlecht             |
| ---------- | ------------------------------------------------ | ----------- | --------- | ---------------------------- |
| Juli       | Deutsches Derby                                  | Hamburg     | 2,400     | 3-jährige Hengste und Stuten |
| Juli       | Großer Preis von Berlin                          | Hoppegarten | 2,400     | 3-jährig und älter           |
| Juli / Aug | Grosser Dallmayr-Preis – Bayerisches Zuchtrennen | München     | 2,000     | 3-jährig und älter           |
| August     | Preis der Diana                                  | Düsseldorf  | 2,200     | 3-jährige Stuten             |
| September  | Grosser Preis von Baden                          | Baden-Baden | 2,400     | 3-jährig und älter           |
| September  | Preis von Europa                                 | Köln        | 2,400     | 3-jährig und älter           |
| November   | Großer Preis von Bayern                          | München     | 2,400     | 3-jährig und älter           |

### Gruppe II
| Monat        | Name                                                       | Rennbahn    | Dist. (m)          | Alter/Geschlecht             |
| ------------ | ---------------------------------------------------------- | ----------- | ------------------ | ---------------------------- |
| April / Mai  | Gerling-Preis                                              | Köln        | 2,400              | 4-jährig und älter           |
| Mai          | Mehl-Mülhens-Rennen                                        | Köln        | 1,600              | 3-jährige Stuten und Hengste |
| Mai          | Oleander-Rennen                                            | Hoppegarten | 3,200              | 4-jährig und älter           |
| Mai / Juni   | G. P. der Badischen Wirtschaft                             | Baden-Baden | 2,200              | 4-jährig und älter           |
| Mai / Juni   | Diana-Trial                                                | Hoppegarten | 2,000              | 3-jährige Stuten             |
| Mai / Juni   | Badener Meile                                              | Baden-Baden | 1,600              | 3-jährig und älter           |
| Juni         | 1000 Guineas                                               | Düsseldorf  | 1,600              | 3-jährige Stuten             |
| Juni         | Oppenheim-Union-Rennen                                     | Köln        | 2,200              | 3-jährig                     |
| Juni / Juli  | Hansa-Preis                                                | Hamburg     | 2,400 ehem. 2200 m | 3-jährig und älter           |
| Juli         | Meilen-Trophy                                              | Hanover     | 1,600              | 3-jährig und älter           |
| Aug. / Sept. | Goldene Peitsche                                           | Baden-Baden | 1,200              | 3-jährig und älter           |
| Aug. / Sept. | Oettingen-Rennen                                           | Baden-Baden | 1,600              | 3-jährig und älter           |
| Aug. / Sept. | T. von Zastrow Stutenpreis ehem. Baden Racing Stuten-Preis | Baden-Baden | 2400 ehem. 2200 m  | 3-jährig und älter           |

### Gruppe III
| Monat        | Name                                                                    | Rennbahn                    | Dist. (m) | Alter/Geschlecht            |
| ------------ | ----------------------------------------------------------------------- | --------------------------- | --------- | --------------------------- |
| April        | Frühjahrs-Meile                                                         | Düsseldorf                  | 1,600     | 4-jährig und älter          |
| April        | Dr. Busch-Memorial                                                      | Krefeld                     | 1,700     | 3-jährig                    |
| April / Mai  | Silberne Peitsche                                                       | München                     | 1,300     | 3-jährig und älter          |
| April / Mai  | Frühjahrs-Preis                                                         | Baden-Baden ehem. Frankfurt | 2,000     | 3-jährig und älter          |
| Mai          | Schwarzgold-Rennen                                                      | Köln                        | 1,600     | 3-jährige Stuten            |
| Mai / Juni   | Bavarian Classic                                                        | München                     | 2,000     | 3-jährig                    |
| Juni         | Grosser Preis der Wirtschaft                                            | Dortmund                    | 2,000     | 3-jährig und älter          |
| Juni / Juli  | Hamburger Meile                                                         | Hamburg                     | 1,600     | 3-jährig und älter          |
| Juni / Juli  | Flieger Trophy                                                          | Hamburg                     | 1,200     | 3-jährig und älter          |
| Juni / Juli  | Franz Günther von Gaertner Gedächtnisrennen ehem. Hamburger Stutenmeile | Hamburg                     | 1,600     | 3-jährige und ältere Stuten |
| Juni / Juli  | Hamburger Stuten-Preis                                                  | Hamburg                     | 2,200     | 3-jährige Stuten            |
| August       | Preis der Sparkassen-Finanzgruppe                                       | Baden-Baden                 | 2,000     | 4-jährig und älter          |
| Aug / Sept.  | Fürstenberg-Rennen                                                      | Baden-Baden                 | 2,000     | 3-jährig                    |
| Aug / Sept.  | Zukunfts-Rennen                                                         | Baden-Baden                 | 1,400     | 2-jährig                    |
| September    | Grosse Europa-Meile                                                     | Düsseldorf                  | 1,600     | 3-jährig und älter          |
| Sept. / Okt. | Deutsches St. Leger                                                     | Dortmund                    | 2,800     | 3-jährig und älter          |
| Sept. / Okt. | Herbst Stutenpreis                                                      | Hanover                     | 2,200     | 3-jährige und ältere Stuten |
| Oktober      | Preis der Deutschen Einheit                                             | Hoppegarten                 | 2,000     | 3-jährig und älter          |
| Oktober      | G. P. der Landeshauptstadt Düsseldorf                                   | Düsseldorf                  | 1,700     | 3-jährig und älter          |
| Oktober      | Preis des Winterfavoriten                                               | Köln                        | 1,600     | 2-jährig                    |
| Oktober      | Baden-Württemberg-Trophy                                                | Baden-Baden                 | 2,400     | 3-jährig und älter          |
| Oktober      | Preis der Winterkönigin                                                 | Baden-Baden                 | 1,600     | 2-jährige Stuten            |
| November     | Niederrhein-Pokal                                                       | Krefeld                     | 2,500     | 3-jährig und älter          |
| November     | Herzog von Ratibor-Rennen                                               | Krefeld                     | 1,700     | 2-jährig                    |
| November     | Hessen-Pokal                                                            | Frankfurt-Niederrad         | 2,000     | 3-jährig und älter          |

### Ehemalige Grupperennen in Deutschland
| Monat       | Name                                 | Rennbahn            | Dist. (m) | Alter/Geschlecht            |
| ----------- | ------------------------------------ | ------------------- | --------- | --------------------------- |
| April       | Grand Prix-Aufgalopp                 | Köln                | 2,100     | 4-jährig und älter          |
| April       | G. P. der Bremer Wirtschaft          | Bremen              | 2,200     | 4-jährig und älter          |
| April       | G. P. der Gelsenkirchener Wirtschaft | Gelsenkirchen       | 2,000     | 4-jährig und älter          |
| April       | Grosser Preis von Dahlwitz           | Hoppegarten         | 1,600     | 3-jährig                    |
| Mai / Juni  | Bénazet-Rennen                       | Baden-Baden         | 1,200     | 3-jährig und älter          |
| Juni        | Walther J. Jacobs-Rennen             | Bremen              | 2,100     | 3-jährig                    |
| Juli        | Sommer Stuten-Preis                  | Krefeld             | 2,200     | 3-jährige und ältere Stuten |
| August      | EuropaChampionat                     | Hoppegarten         | 2,400     | 3-jährig                    |
| September   | Euro-Cup                             | Frankfurt-Niederrad | 2,000     | 3-jährig und älter          |
| September   | Oppenheim Stuten-Meile               | Köln                | 1,600     | 3-jährige und ältere Stuten |
| September   | Deutscher Stutenpreis                | Hanover             | 2,400     | 3-jährige und ältere Stuten |
| Oktober     | Badener Sprint-Cup                   | Baden-Baden         | 1,400     | 3-jährig und älter          |
| Oktober     | Hitchcock-Memorial                   | Köln                | 2,950     | 3-jährig und älter          |
| Okt. / Nov. | G. P. der Freien Hansestadt Bremen   | Bremen              | 1,600     | 3-jährig und älter          |
| November    | Kölner Herbst-Stuten-Meile           | Köln                | 1,600     | 3-jährige und ältere Stuten |

## Beleg
- tjcis.com – Flat races in Germany, 2017.